# Барјак ле Бокет
Барјак ле Бокет (фр. Barriac-les-Bosquets) насеље је и општина у централној Француској у региону Оверња, у департману Кантал која припада префектури Морјак.
По подацима из 2011. године у општини је живело 161 становника, а густина насељености је износила 12,58 становника/km². Општина се простире на површини од 12,8 km². Налази се на средњој надморској висини од 650 метара (максималној 737 m, а минималној 555 m).

## Демографија
| 1962. | 1968. | 1975. | 1982. | 1990. | 1999. | 2011. |
| ----- | ----- | ----- | ----- | ----- | ----- | ----- |
| 223   | 269   | 228   | 180   | 180   | 187   | 161   |

График промене броја становника у току последњих година